# Dassault Super Étendard
Die Dassault Super Étendard (l’étendard, m. = frz. „Standarte“) war ein einstrahliges Kampfflugzeug des französischen Herstellers Dassault Aviation. Sie wurde für den flugzeugträgergestützten Einsatz bei den französischen Marinefliegern entwickelt. Der Flugzeugtyp war eine Weiterentwicklung seines aus den 1950er-Jahren stammenden Vorgängers Étendard IV.

## Geschichte
Der erste Prototyp hatte am 28. Oktober 1974 seinen Erstflug und diente unter anderem der Triebwerkserprobung und Lenkwaffentests. Mit dem zweiten Prototyp, der im März 1975 zum ersten Mal flog, wurden Navigations- und Waffensysteme getestet. Anfangs wurden 100 Maschinen für die französische Marine bestellt, der Vertrag vom 4. September 1973 wurde später jedoch auf 71 Maschinen reduziert. Die erste Serienmaschine hob am 24. November 1977 zum ersten Mal ab, und 1978 wurden die ersten Maschinen ausgeliefert. Im Februar 1979 wurde dann die volle Einsatzbereitschaft erreicht. Zusätzlich wurde eine abgewandelte Version als Fotoaufklärer Super gebaut. In den 1980er-Jahren waren bei der Aéronavale 36 Super Etendard in drei Staffeln in Dienst.

### Betrieb in Argentinien
Insgesamt wurden 14 Maschinen nach Argentinien geliefert, wovon die bis zum November 1981 gelieferten fünf Maschinen im Jahre 1982 im Falklandkrieg eingesetzt wurden (eine diente jedoch aufgrund eines Embargos nur als Ersatzteilspender). Dabei versenkten sie zwei britische Schiffe, darunter die Sheffield. Der erste Einsatz erfolgte am 2. Mai 1982, musste jedoch aufgrund eines missglückten Luftbetankungsmanövers abgebrochen werden. Zwei Tage später glückte dieses Manöver und zwei Etendards griffen im Tiefflug 160 km südlich von Port Stanley den Zerstörer Sheffield an. Eine der beiden abgefeuerten Exocet-Raketen traf das Schiff, riss ein 1,2 m × 3,0 m großes Loch in die Bordwand und setzte das Schiff in Brand. Es brannte völlig aus und sank sechs Tage später. Am 29. und 30. Mai folgten weitere Angriffe auf die Flugzeugträger Hermes und Invincible, wobei jedoch bei ersteren die Raketen abgelenkt wurden und eine das zum Flugzeugtransporter umfunktionierte Containerschiff Atlantic Conveyor traf, das fünf Tage später sank.

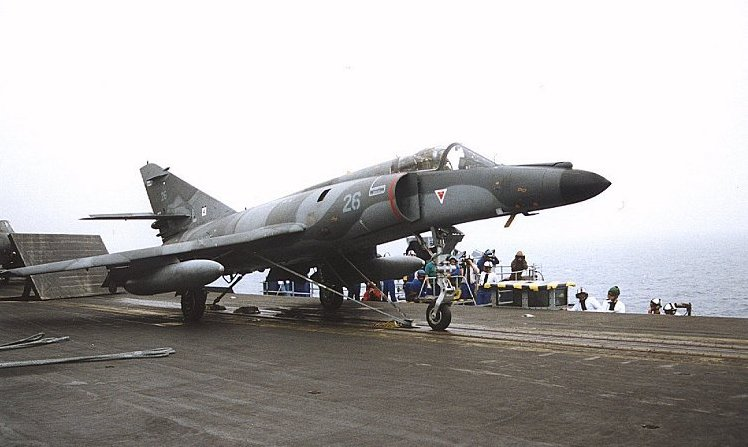
Super Étendard beim Start von der Clemenceau

Fünf im Jahr 2019 zusätzlich gelieferte Maschinen konnten von der Argentinischen Marine aufgrund eines britischen Handelsembargos seit dem Falklandkrieg nie in Betrieb genommen werden. So ist es den Argentiniern nicht gelungen, die britischen Martin-Baker-Schleudersitze zu ersetzen oder den Support seitens des britischen Herstellers für die Schleudersitze anderweitig sicherzustellen. Auch die ursprünglich gelieferten Maschinen waren aus denselben Grund ziemlich sicher nicht mehr flugtauglich, als das Verteidigungsministerium im Mai 2023 die Stilllegung der Flotte bekanntgab.

### Einsatz im Iran-Irak-Krieg
Fünf Super Etendard wurden von der französischen Aéronavale ab Oktober 1983 während des Iranisch-Irakischen Golfkrieges an die irakischen Luftstreitkräfte ausgeliehen, da die vom Irak bestellten Mirage-F1-Flugzeuge noch im Bau waren. Die Maschinen kamen ab 1984 etwa 50-mal zum Einsatz, wobei am 27. März 1984 ein griechischer Tanker durch eine Exocet und später etwa zehn weitere Schiffe beschädigt wurden. 1985 wurden drei Maschinen wieder an Frankreich zurückgegeben, zwei gingen bei den Kampfhandlungen verloren.
Frankreich selbst setzte die Maschinen (darunter eine Etendard IVP) vom Flugzeugträger Foch aus ab dem 6. September 1983 im Libanonkrieg ein. So flogen Super Etendards am 22. September 1983 Angriffe auf drusische Stellungen östlich von Beirut und am 17. November 1983 Angriffe auf Milizenstellungen in der Nähe der syrischen Grenze. Außerdem kamen die Maschinen bei Einsätzen in Bosnien (Operation Deny Flight), im März 1999 bei Angriffen auf serbische Ziele und später bei Aktionen in Afghanistan zum Einsatz.

### Modernisierung
Die Maschinen wurden im Laufe der Zeit mehrfach modernisiert. Dabei wurden im Programm Modernisé, dessen Prototyp ab 5. Oktober 1990 flog, verbesserte Avioniksysteme nach dem HOTAS-Prinzip, ein besseres Trägheitsnavigationssystem, Selbstschutzanlagen (Täuschkörperwerfer und Radarwarnempfänger Sherloc) und einiges mehr nachgerüstet. Zuletzt war der Stand Super Etendard Modernisé 5 mit verbesserten Kommunikationssystemen und Avionik, neuen Unterflügelstationen zur Mitführung von lasergelenkten Bomben und des Zielbehälters Damocles. 35 Maschinen sollten auf diesen Standard umgerüstet werden. Die restlichen Maschinen blieben auf dem Stand Modernisé 4 oder wurden nur mit neuer Software zum Stand 4+ gebracht.
Ab 2009 sollten die zehn Maschinen der verbliebenen Trägerstaffel durch die Rafale ersetzt werden. Bis zum Jahre 2013 sollten auch die auf Marinestützpunkten im Einsatz stehenden Flugzeuge durch diese ersetzt werden, wodurch das Ende des Einsatzes der Super Etendard in Sicht war. Beim Werftaufenthalt der Charles de Gaulle wurden die Super Etendard ausgemustert.
Die Super Etendard war ein robustes und zuverlässiges einstrahliges Flugzeug, welches gegenüber der Etendard IVM eine verstärkte Zelle, ein stärkeres Triebwerk, ein Radar (Typ Agave mit etwa 50 km Reichweite, bei modernisierten Versionen ab Oktober 1990 durch Typ Anemone ersetzt), modernere Avionik einschließlich Head-up-System im Cockpit und neuere Waffensysteme besaß. Nachteilig wirkten sich das enge Cockpit, die relativ geringe Nutzlast und die geringe Landemasse aus.

### Außerdienststellung
Am 18. November 2015 lief der französische Flugzeugträger Charles de Gaulle mit acht Jagdbombern des Typs Super Étendard zu einem Einsatz in Syrien aus. Am 16. März 2016 verließen die 8 verbliebenen SEM der Flottille 17F die Charles de Gaulle und kehrten zu ihrer Basis in Landivisiau in der Bretagne  zurück, wo die letzten Exemplare im Juli 2016 außer Dienst gestellt wurden. Der Flugzeugträger geht seither nur noch mit Rafale-Kampfjets in den Einsatz.

## Militärische Nutzer
Argentinien
Argentinische Marine: 19, ursprünglich 14, 5 gebrauchte 2018 nachbestellt
 Frankreich
Marine Nationale: 71
 Irak
Irakische Luftwaffe: 5, Lieferung 1983/1985, geleast, 3 retourniert, 2 im Ersten Golfkrieg verloren

## Technische Daten

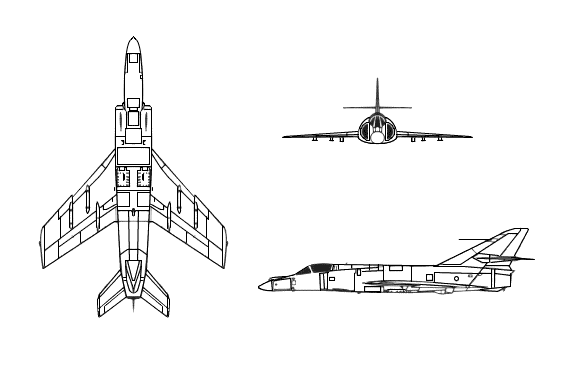
3-Seiten-Riss

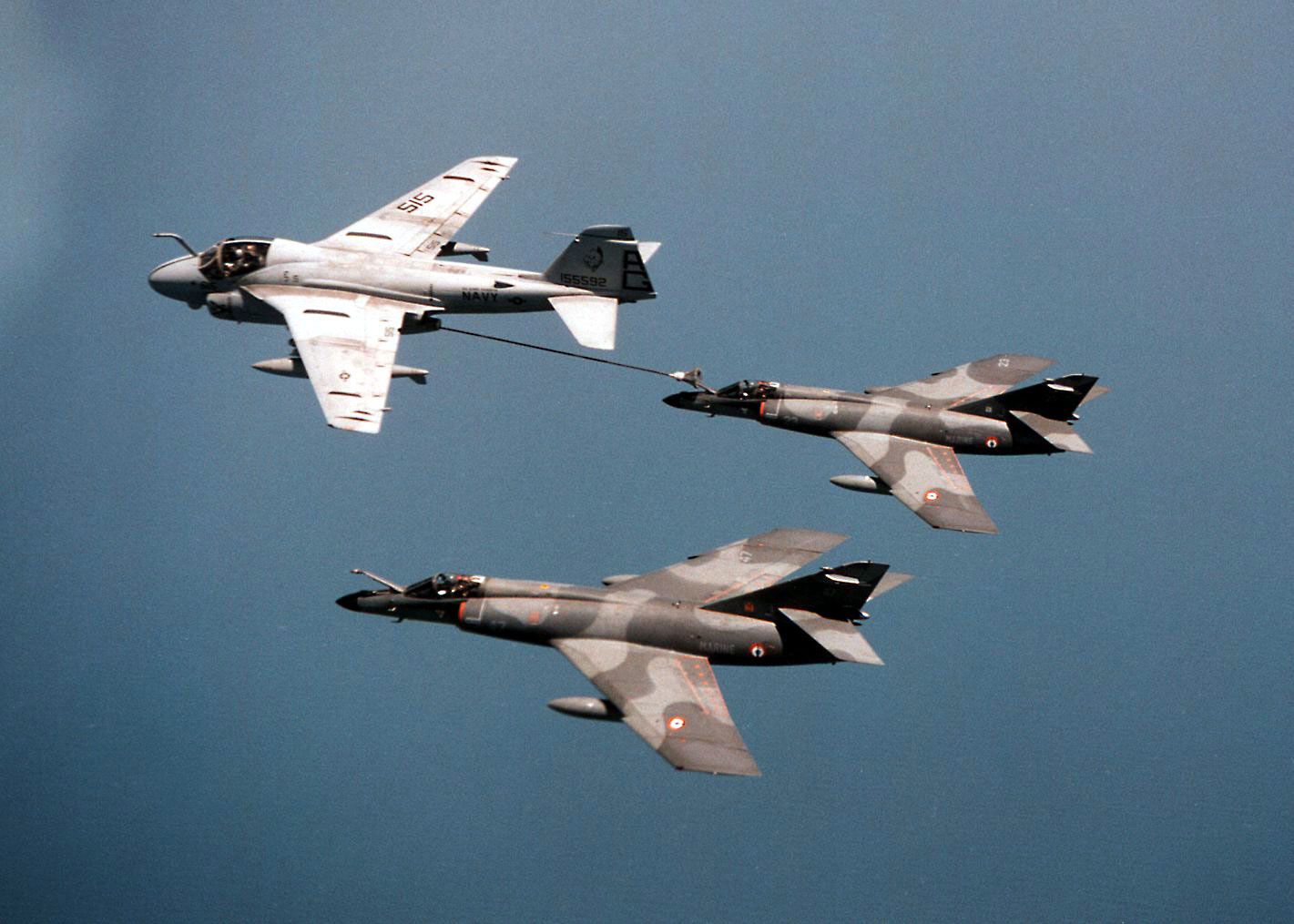
Super Etendard beim Betanken durch eine A-6 Intruder

| Kenngröße             | Daten                                                      |
| --------------------- | ---------------------------------------------------------- |
| Typ                   | einsitziger trägergestützter Jagdbomber                    |
| Länge                 | 14,31 m                                                    |
| Spannweite            | 9,60 m / 7,80 m gefaltet                                   |
| Höhe                  | 3,85 m                                                     |
| Flügelfläche          | 28,40 m²                                                   |
| Flügelstreckung       | 3,2                                                        |
| Leermasse             | 6.450 kg                                                   |
| max. Startmasse       | 12.000 kg                                                  |
| Höchstgeschwindigkeit | - 1.380 km/h in 12.000 m - 1.200 km/h in Meereshöhe        |
| Marschgeschwindigkeit | 900 km/h                                                   |
| Steiggeschwindigkeit  | 100 m/s                                                    |
| Dienstgipfelhöhe      | 13.700 m                                                   |
| Einsatzradius         | 850 km                                                     |
| Reichweite            | 1.700 km                                                   |
| Triebwerk             | ein SNECMA Atar 8K50 mit 49,03 kN Schub (ohne Nachbrenner) |

## Bewaffnung
Im Rumpf integrierte Rohrwaffen
- 2 × 30-mm-Revolver-Maschinenkanonen GIAT DEFA 553 mit je 125 Schuss

Kampfmittel bis zu 2.100 kg an fünf Außenlaststationen unter den beiden Tragflächen und unter dem Rumpf
Luft-Luft-Lenkflugkörper
- 2 × Startschienen Lance Missile Type 2255 für je 1 × Matra R.550 „Magic 1/2“ – infrarotgesteuert für Kurzstrecken

Luft-Boden-Lenkflugkörper
- 2 × Aérospatiale AS-30L (lasergelenkter 520-kg-Lenkflugkörper)
- 1 × Martin Pescador MP-1000 (nur Argentinien)
- 1 × Aérospatiale AM-39 „Exocet“ – Seezielflugkörper
- 1 × Aérospatiale air Sol Moyenne Portée (ASMP; Marschflugkörper mit 300-kt-Nuklearsprengsatz, bei 50 modernisierten Flugzeugen)

Ungelenkte Luft-Boden-Raketen
- 2 × Raketenwerfer Matra F1 für je 36 × ungelenkte SNEB-Luft-Boden-Raketen; Kaliber 68 mm
- 2 × Raketenwerfer Matra F2 für je 6 × ungelenkte SNEB-Luft-Boden-Raketen; Kaliber 68 mm
- 2 × Raketenwerfer Matra F4 für je 18 × ungelenkte SNEB-Luft-Boden-Raketen; Kaliber 68 mm
- 2 × Raketenwerfer TBA 100-4 (F3) für je 4 × ungelenkte SNEB-Luft-Boden-Raketen; Kaliber 100 mm

Gelenkte Bomben
- 2 × Raytheon GBU-22/B „Paveway III“ (lasergelenkte 250-kg-Gleitbombe)
- 4 × Raytheon GBU-49/B „Enhanced Paveway II“ (auch EGBU-12; laser- und GPS- und INS gelenkte 250-kg-Gleitbombe)

Ungelenkte Bomben
- 4 × Société des Ateliers Mécaniques de Pont-sur-Sambre (SAMP) EU2 (250-kg-Freifallbombe; analog Mk.82)
- 1 × 30-6-M2-Waffenträger mit 18 × Thomson-Brandt BAT-120 (34-kg-Splitterbombe)
- 1 × 30-6-M2-Waffenträger mit 18 × Thomson-Brandt BAP-100 (raketengetriebene 32,5-kg-Anti-Startbahn-Bombe)
- 1 × CEA AN-52 (freifallende Nuklearbombe, 455 kg schwer; Sprengkraft 25 Kilotonnen)

Zusatzbehälter
- 2 × abwerfbarer Unterflügel-Zusatztank für 1.100 Liter Kerosin
- 2 × abwerfbarer Unterflügel-Zusatztank für 625 Liter Kerosin
- 1 × Thales „Damoclès“ – Laserziel- und Navigationsbehälter
- 1 × Thomson-CSF „Atlis II“ (Automatic Tracking Laser Illuminating System) – Laserziel- und Navigationsbehälter
- 1 × Luftbetankungsbehälter Douglas Model D-704

## Selbstverteidigungssysteme
Aktive Maßnahmen
- 1 × Philips-Matra Phimat – Täuschkörperwerfer mit 210 Düppel-Patronen
- 1 × Thales PAJ-FA – externer EKF-Störbehälter
- 1 × Thales/Thomson-CSF Remora DB3141 – externer EKF-Störbehälter
- 1 × Thompson-CSF Barax – externer EKF-Störbehälter

Passive Maßnahmen
- 1 × BF-ESM-Gondel mit Radarwarnsensor vorne am Seitenleitwerk